# Олександрівська селищна рада (Кіровоградська область)
Олекса́ндрівська се́лищна ра́да — адміністративно-територіальна одиниця та орган місцевого самоврядування в Олександрівському районі Кіровоградської області. Адміністративний центр — селище міського типу Олександрівка.

## Загальні відомості
- Населення ради: 11 155 осіб (станом на 2001 рік)

## Населені пункти
Селищній раді підпорядковані населені пункти:
- смт Олександрівка
- с. Китайгород
- с. Северинівка

## Склад ради
Рада складається з 26 депутатів та голови.
- Голова ради: Безпечний Олександр Іванович
- Секретар ради:Воронін Юрій Олександрович

### Керівний склад попередніх скликань
| Прізвище, ім'я, по батькові  | Основні відомості                                                        | Дата обрання | Дата звільнення |
| ---------------------------- | ------------------------------------------------------------------------ | ------------ | --------------- |
| Данов Костянтин Михайлович   | Селищний голова, 1953 року народження, член Комуністичної партії України | 26.03.2006   | 31.10.2010      |
| Захаров Василь Олександрович | Селищний голова, 1950 року народження, освіта вища, безпартійний         | 31.10.2010   |                 |

Примітка: таблиця складена за даними сайту Верховної Ради України

### Депутати
За результатами місцевих виборів 2010 року депутатами ради стали:

#### За суб'єктами висування
| Суб'єкт висування                                       | Кількість обраних депутатів | %    |
| ------------------------------------------------------- | --------------------------- | ---- |
| Комуністична партія України                             | 9                           | 30   |
| Самовисування                                           | 8                           | 26,7 |
| Партія «Справедливість»                                 | 6                           | 20   |
| Політична партія Всеукраїнське об'єднання «Батьківщина» | 2                           | 6,7  |
| Політична партія «Сильна Україна»                       | 2                           | 6,7  |
| Аграрна партія України                                  | 1                           | 3,3  |
| Народна партія                                          | 1                           | 3,3  |
| Партія «Реформи і порядок»                              | 1                           | 3,3  |

#### За округами
| № округу                                                | Прізвище, ім'я, по батькові        | Дата визнання обраним | Освіта             | Партійна приналежність                  | Відомості про обраного депутата                                                                                           |
| ------------------------------------------------------- | ---------------------------------- | --------------------- | ------------------ | --------------------------------------- | --- |
| Аграрна партія України                                  |                                    |                       |                    |                                         | |
| 20                                                      | Зайченко Руслана Володимирівна     | 31.10.2010            | вища               | член Аграрної партії України            | тимчасово не працює |
| Комуністична партія України                             |                                    |                       |                    |                                         | |
| 3                                                       | Дзядевич Тамара Борисівна          | 31.10.2010            | вища               | позапартійна                            | пенсіонер |
| 4                                                       | Волошина Марина Федорівна          | 31.10.2010            | вища               | позапартійна                            | Олександрівська загальноосвітня школа I-III ст. № 2, вчитель                                                              |
| 16                                                      | Дергунова Валентина Григорівна     | 31.10.2010            | вища               | позапартійна                            | дитячий дошкільний заклад № 6, завідувачка                                                                                |
| 19                                                      | Лозова Надія Павлівна              | 31.10.2010            | вища               | позапартійна                            | Олександрівська селищна рада, секретар                                                                                    |
| 23                                                      | Лисенко Анатолій Васильович        | 31.10.2010            | середня спеціальна | позапартійний                           | приватний підприємець |
| 24                                                      | Щербань Володимир Никифорович      | 31.10.2010            | вища               | позапартійний                           | пенсіонер |
| 26                                                      | Цвіркун Петро Олексійович          | 31.10.2010            | вища               | позапартійний                           | тимчасово не працює |
| 28                                                      | Самохвал Наталія Василівна         | 31.10.2010            | вища               | позапартійна                            | ВАТ «Фундукліївське хлібо-приймальне підприємство», головний бухгалтер                                                    |
| 30                                                      | Король Валерій Васильович          | 31.10.2010            | вища               | позапартійний                           | ВАТ «Фундукліївське хлібо-приймальне підприємство», головний інженер                                                      |
| Народна Партія                                          |                                    |                       |                    |                                         | |
| 21                                                      | Кравченко Людмила Миколаївна       | 31.10.2010            | вища               | член Народної партії                    | Олександрівське відділення ПАТ «Райффайзен Банк Аваль», старший касир                                                     |
| Партія «Реформи і порядок»                              |                                    |                       |                    |                                         | |
| 14                                                      | Даниленко Сергій Дмитрович         | 31.10.2010            | вища               | член Партії «Реформи і порядок»         | відділ у справах сім'ї, молоді та спорту Олександрівської РДА, головний спеціаліст                                        |
| Партія «Справедливість»                                 |                                    |                       |                    |                                         | |
| 1                                                       | Семенченко Микола Іванович         | 31.10.2010            | середня спеціальна | член Партії «Справедливість»            | ВЧ А 0981, стрілець загону военізованої охорони                                                                           |
| 10                                                      | Бугаєнко Леонід Вікторович         | 31.10.2010            | вища               | член Партії «Справедливість»            | ВРТП «Укргазенергосервіс», інженер                                                                                        |
| 13                                                      | Катеренюк Максим Анатолійович      | 31.10.2010            | середня спеціальна | член Партії «Справедливість»            | приватний підприємець |
| 15                                                      | Черв'як Микола Іванович            | 31.10.2010            | середня спеціальна | член Партії «Справедливість»            | СТОВ АФ «Ясинівська», керуючий відділом                                                                                   |
| 17                                                      | Борисенко Анатолій Макарович       | 31.10.2010            | середня спеціальна | член Партії «Справедливість»            | пенсіонер |
| 27                                                      | Сіра Валентина Миколаївна          | 31.10.2010            | середня спеціальна | член Партії «Справедливість»            | тимчасово не працює |
| Політична партія Всеукраїнське об'єднання «Батьківщина» |                                    |                       |                    |                                         | |
| 9                                                       | Добровольська Світлана Єгорівна    | 31.10.2010            | вища               | позапартійна                            | Олександрівська загальноосвітня школа I-III ст. № 2, заступник директора                                                  |
| 18                                                      | Добровольський Роман Станіславович | 31.10.2010            | середня спеціальна | позапартійний                           | районний будинок культури, завідувач господарства                                                                         |
| Політична партія «Сильна Україна»                       |                                    |                       |                    |                                         | |
| 5                                                       | Стьожка Наталія Леонідівна         | 31.10.2010            | середня спеціальна | член Політичної партії «Сильна Україна» | ТОВ «Будстиль Кіровоград 2007», головний бухгалтер                                                                        |
| 11                                                      | Безпечний Олександр Іванович       | 31.10.2010            | вища               | член Політичної партії «Сильна Україна» | КП «Оберіг Аква», директор                                                                                                |
| Самовисування                                           |                                    |                       |                    |                                         | |
| 2                                                       | Дрига Олександр Миколайович        | 31.10.2010            | вища               | позапартійний                           | Олександрівська селищна рада, спеціаліст з питань комунальної власності та житлово-комунального господарства              |
| 6                                                       | Чорногор Юрій Віленович            | 31.10.2010            | вища               | позапартійний                           | Олександрівська дитяча юнацька спортивна школа, тренер-викладач                                                           |
| 7                                                       | Мурашкін Олександр Олегович        | 31.10.2010            | середня спеціальна | член Політичної партії «Сильна Україна» | приватний підприємець |
| 8                                                       | Під'япольська Людмила Миколаївна   | 31.10.2010            | вища               | позапартійна                            | управління праці та соціального захисту населення Олександрівської РДА, заступник головного бухгалтера                    |
| 12                                                      | Лепеть Раїса Іванівна              | 31.10.2010            | вища               | позапартійна                            | Олександрівське відділення Знам'янської Об'єднаної державної податкової інспекції, старший державний податковий інспектор |
| 22                                                      | Пересунько Любов Миколаївна        | 31.10.2010            | середня спеціальна | позапартійна                            | Олександрівська районна рада КП ФСТ «Колос», головний бухгалтер                                                           |
| 25                                                      | Закревський Олег Анатолійович      | 31.10.2010            | вища               | позапартійний                           | «ПП Омега-Техносервіс», директор                                                                                          |
| 29                                                      | Воропай Надія Іванівна             | 31.10.2010            | вища               | член Партії регіонів                    | Олександрівська загальноосвітня школа I-III ст. № 2, заступник директора                                                  |